# ارکین (زنجان)
ارکین، روستایی ازتوابع بخش مرکزی شهرستان ابهر دراستان زنجان ایران است ودر حدود ۲۵ کیلومتری جنوب غربی شهر ابهر واقع است.

## مردم
مردم این روستا به زبان لری بختیاری سخن می‌گویند و از طوایف هفت لنگ زراسوند (احمدخسروی) و چهارلنگ دودانگه می‌باشند و پیروی مذهب شیعه دوازده‌امامی هستند.

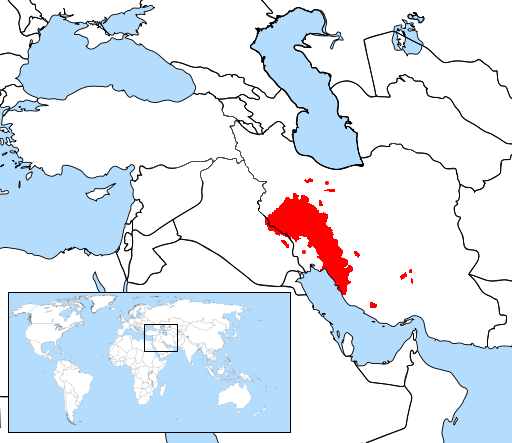
توزیع جغرافیایی مناطقی که در آن‌ها به زبان لری سخن گفته می‌شود

## نگارخانه

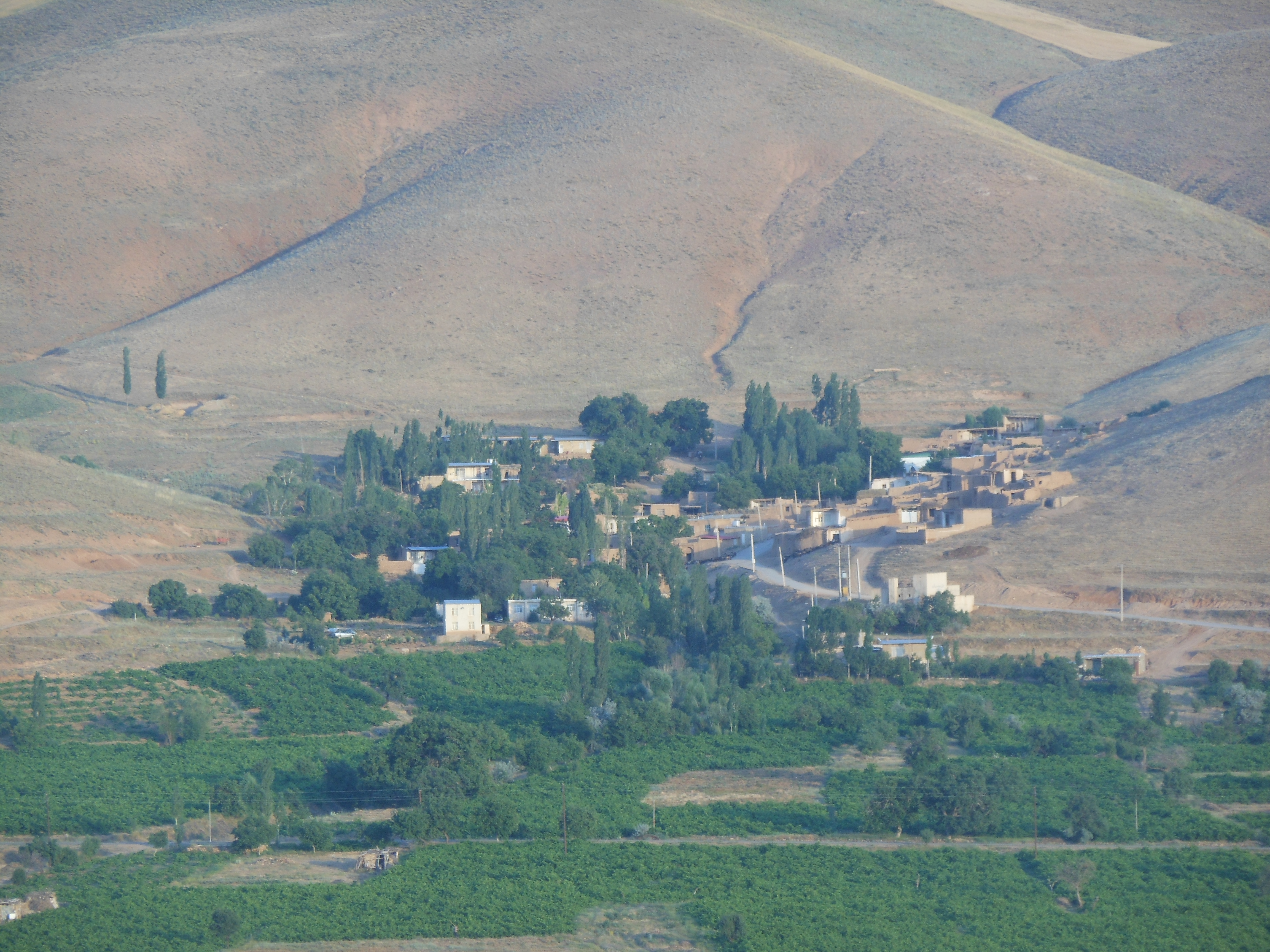
نمایی از بالای یکی از کوه‌های مشرف به ارکین.
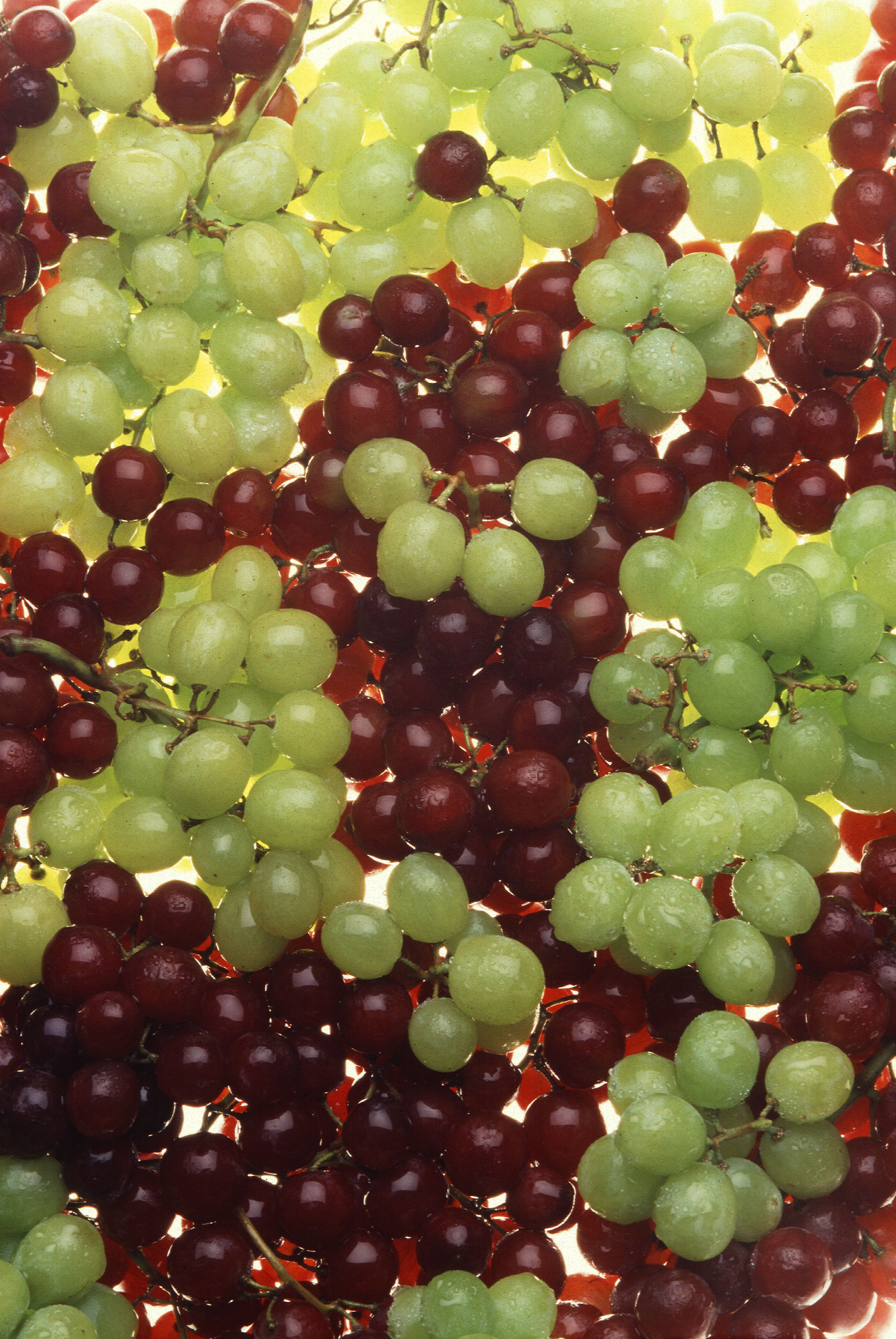
مخلوطی از انگور سفید و قرمز.
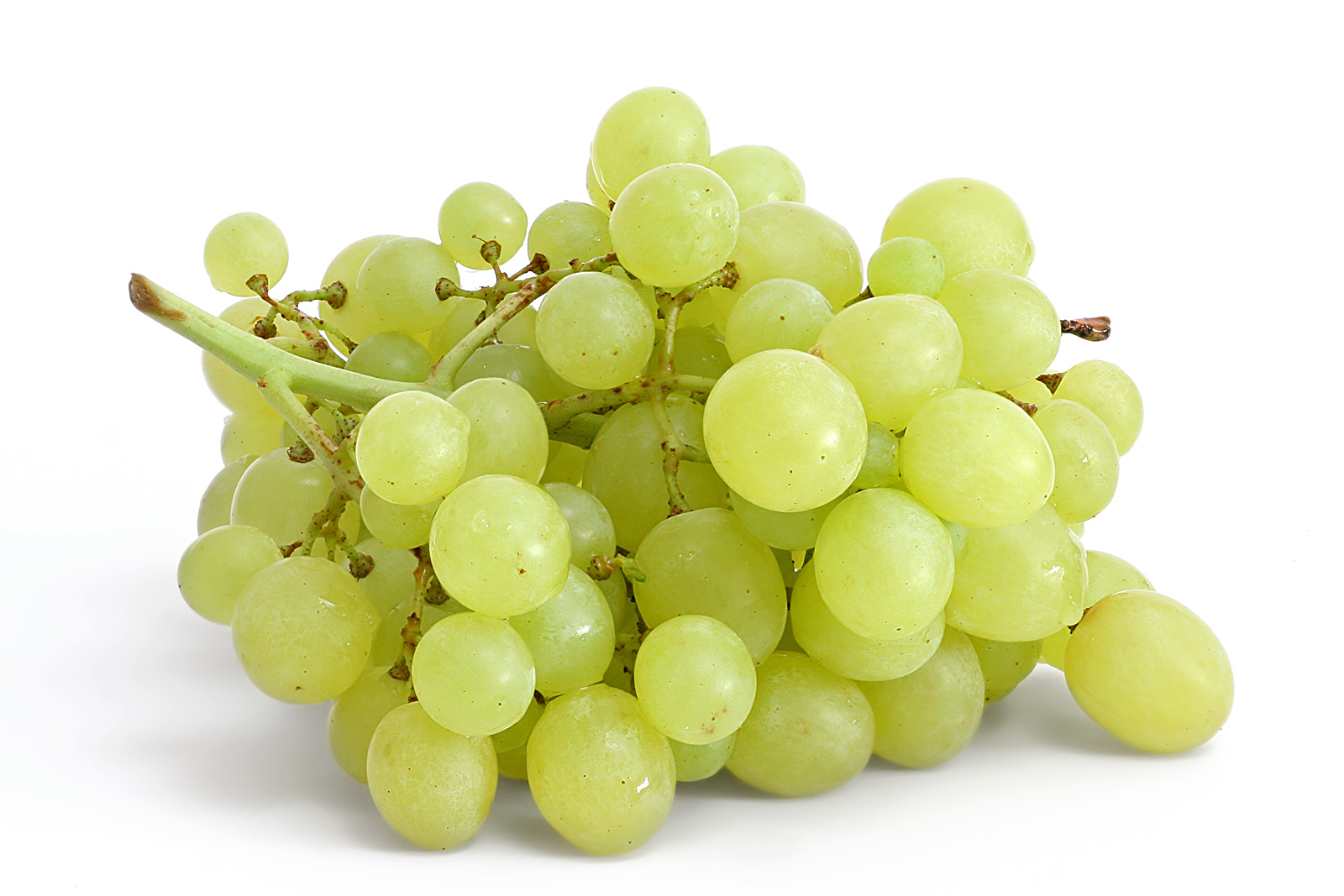
انگور سبز